# نوومایاچنویه
نوومایاچنویه (به لاتین: Novomayachnoye) یک منطقهٔ مسکونی در روسیه است که در استان آستراخان واقع شده‌است.